# 長良町
長良町（ながらちょう）は、愛知県名古屋市中川区にある町名。現行行政地名は長良町1丁目から長良町5丁目。住居表示未実施。

## 地理
名古屋市中川区の北東部に位置し、東に乗越町と五月南通と中京南通、西に松葉町、南に南脇町、北に中村区角割町と接する。

## 歴史

### 町名の由来
江戸期の愛知郡長良村を前身とする。『尾張国地名考』では「長浦」を約したものとする。『中川区史』では中間を意味する「ナカラ（半）」の意であるとし、則武荘の中心地であることによるとする。
地名は南北朝時代には既に見られ、1364年（貞治3年）付の『理趣釈口決抄』に「尾州愛知郡乍郷高須賀大乗坊」とあり、古くは「乍（ながら）」と書いたらしい。

### 行政区画の変遷
- 1889年（明治22年）10月1日 - 愛知郡長良村が合併により、同郡松葉村大字長良となる[3]。
- 1906年（明治39年）4月10日 - 愛知郡常磐村大字長良となる[3]。
- 1921年（大正10年）8月22日 - 名古屋市編入により、中区長良町となる[3]。
- 1937年（昭和12年）10月1日 - 中川区に編入され、同区長良町となる[3]。
- 1938年（昭和13年）9月1日 - 一部が中村区長良町として分離する[3]。
- 1941年（昭和16年）1月1日 - 中村区長良町が同区黄金通に編入され消滅[4]。
- 1942年（昭和17年）4月1日 - 中川区長良町に中村区角割町の一部を編入する[3]。

中川区長良町は、四女子町・広川町・富船町・宗円町・南脇町・五月南通・澄池町・中京南通・中村区角割町・牛田通・畑江通・北畑町・高須賀町にそれぞれ一部を割譲している。

## 世帯数と人口
2019年（平成31年）2月1日現在の世帯数と人口は以下の通りである。
| 町丁   | 世帯数  | 人口    |
| ------ | ------- | ------- |
| 長良町 | 967世帯 | 2,100人 |

### 人口の変遷
国勢調査による人口の推移
| 1995年（平成7年）  | 2,184人 | [ WEB 5 ] |  |
| 2000年（平成12年） | 2,135人 | [ WEB 6 ] |  |
| 2005年（平成17年） | 2,008人 | [ WEB 7 ] |  |
| 2010年（平成22年） | 1,920人 | [ WEB 8 ] |  |
| 2015年（平成27年） | 1,908人 | [ WEB 9 ] |  |

## 学区
市立小・中学校に通う場合、学校等は以下の通りとなる。また、公立高等学校に通う場合の学区は以下の通りとなる。
| 番・番地等 | 小学校               | 中学校               | 高等学校 |
| ---------- | -------------------- | -------------------- | -------- |
| 全域       | 名古屋市立常磐小学校 | 名古屋市立長良中学校 | 尾張学区 |

## 施設
- 東海旅客鉄道名古屋工場
- 日清製粉 名古屋工場

1936年（昭和11年）8月操業開始。
- 名古屋長良郵便局

1927年（昭和2年）11月特定郵便局として開局。
- 名古屋銀行 五月通支店
- スギ薬局 長良町店
- 愛知県警察中川警察署常磐交番
- 長良八劔社

- 常磐交番

## 出身・ゆかりのある人物
- 荒川伸也（医学博士、医師、名古屋市会議員、同市参事会員）[7][8]

## その他

### 日本郵便
- 郵便番号 : 454-0815[WEB 2]（集配局：中川郵便局[WEB 12]）。

### WEB
1. 1 2  “町・丁目(大字)別、年齢(10歳階級)別公簿人口(全市・区別)”.   名古屋市 (2019年2月20日). 2019年2月20日閲覧。
2. 1 2  “郵便番号”.  日本郵便. 2019年2月10日閲覧。
3. ↑  “市外局番の一覧”.   総務省. 2019年1月6日閲覧。
4. ↑  “中川区の町名一覧”.   名古屋市 (2015年10月21日). 2019年2月13日閲覧。
5. ↑  総務省統計局 (2014年3月28日). “平成7年国勢調査の調査結果(e-Stat) - 男女別人口及び世帯数 －町丁・字等” (CSV). 2019年4月27日閲覧。
6. ↑  総務省統計局 (2014年5月30日). “平成12年国勢調査の調査結果(e-Stat) - 男女別人口及び世帯数 －町丁・字等” (CSV). 2019年4月27日閲覧。
7. ↑  総務省統計局 (2014年6月27日). “平成17年国勢調査の調査結果(e-Stat) - 男女別人口及び世帯数 －町丁・字等” (CSV). 2019年4月27日閲覧。
8. ↑  総務省統計局 (2012年1月20日). “平成22年国勢調査の調査結果(e-Stat) - 男女別人口及び世帯数 －町丁・字等” (CSV). 2019年4月27日閲覧。
9. ↑  総務省統計局 (2017年1月27日). “平成27年国勢調査の調査結果(e-Stat) - 男女別人口及び世帯数 －町丁・字等” (CSV). 2019年4月27日閲覧。
10. ↑  “市立小・中学校の通学区域一覧”.   名古屋市 (2018年11月10日). 2019年1月14日閲覧。
11. ↑  “平成29年度以降の愛知県公立高等学校（全日制課程）入学者選抜における通学区域並びに群及びグループ分け案について”.   愛知県教育委員会 (2015年2月16日). 2019年1月14日閲覧。
12. ↑  郵便番号簿 平成29年度版 - 日本郵便. 2019年02月10日閲覧 (PDF)

### 書籍
1. 1 2  名古屋市計画局 1992, p. 482.
2. ↑  横地清 1983, p. 121.
3. 1 2 3 4 5 6 7  名古屋市計画局 1992, p. 821.
4. ↑  名古屋市計画局 1992, p. 776.
5. ↑  名古屋南部史刊行会 1952, p. 595.
6. ↑  中川区制施行50周年記念誌編集委員会 1987, p. 396.

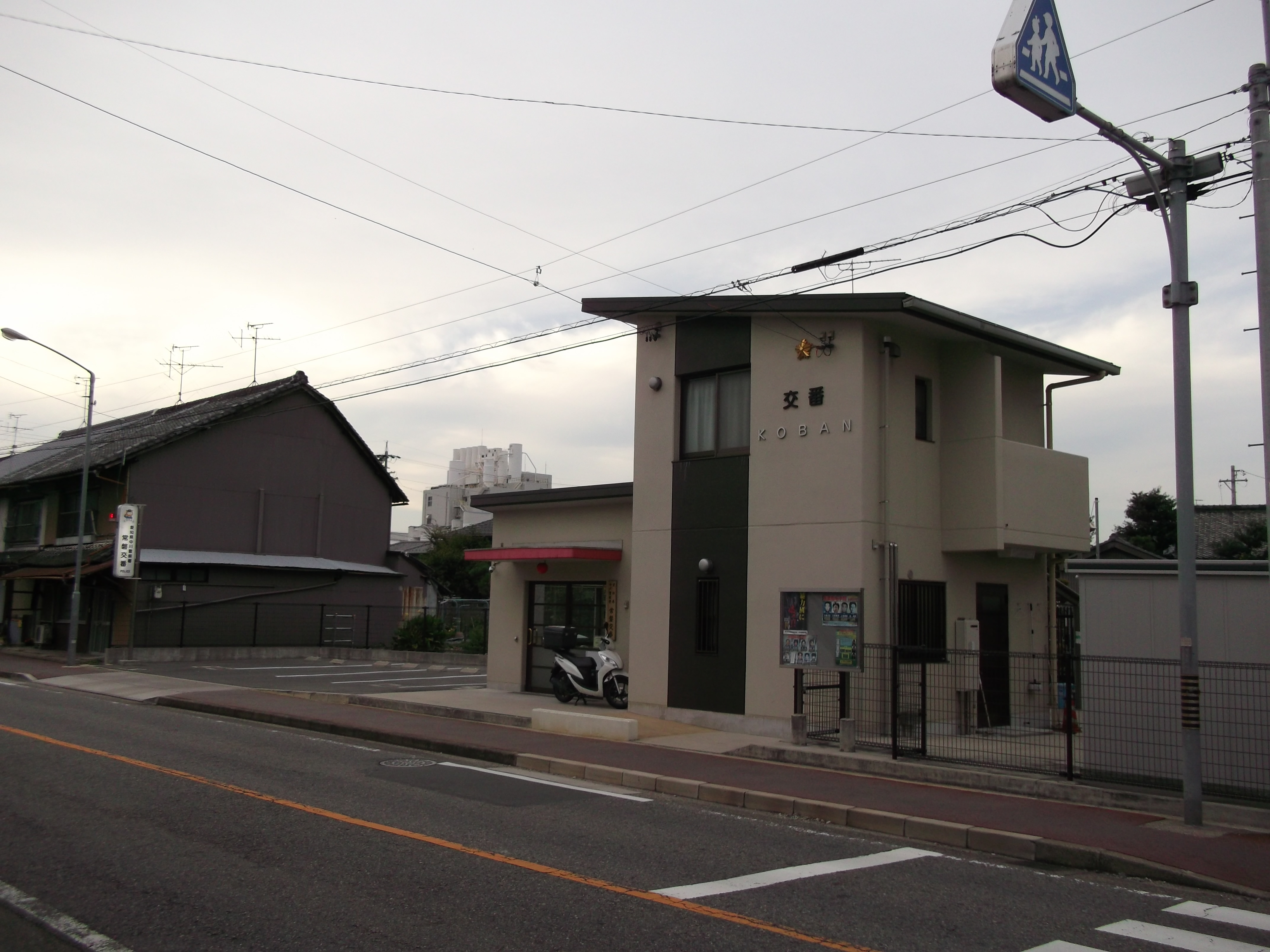
常磐交番

7. ↑  『人事興信録 第9版』ア132頁（国立国会図書館デジタルコレクション）。2021年10月31日閲覧。
8. ↑  『人事興信録 第10版 上』ア175頁（国立国会図書館デジタルコレクション）。2021年10月31日閲覧。